# Anna Alm
Anna Vilhelmina Alm, född Forsell den 27 maj 1862 i Ramna, Harbo socken, död den 19 oktober 1958 i Stockholm, var en svensk författare. 

## Biografi
Anna Alm föddes 1862 i Harbo socken i Västmanland. Hennes far var kaptenen Olof Wilhelm Forsell och hennes mor Jacquette Euphrosyne Cecilia Neijber. Hon gifte sig 1886 med rotemannen Carl Sigfrid Alm.
Under 1800-talets sista årtionden umgicks hon nära med hovpredikanten Carl Henrik Bergman. Alm var redaktör för Församlingsbladet, tidning för Sällskapet för kyrklig själavård, mellan 1905 och 1918. Hon tog också aktiv del i sällskapet och författade utöver ett antal tidningsartiklar flera böcker.
Makarna Alm är begravda på Norra begravningsplatsen utanför Stockholm.